# Nycteola pseudodilutana
Nycteola pseudodilutana är en fjärilsart som beskrevs av Obraztsov 1953. Nycteola pseudodilutana ingår i släktet Nycteola och familjen trågspinnare. Inga underarter finns listade i Catalogue of Life.